# Équipe du Portugal de football en 2011
L'année footballistique 2011 pour les équipes européennes est placée sous le signe de la phase qualificative au championnat d'Europe 2012. Le Portugal se trouve dans le groupe H en compagnie notamment du Danemark et l'année civile se compose ainsi de matchs qualificatifs couplés à des rencontres amicales. Les Portugais se classent 2e de leur groupe et ils disputent des barrages d'accession à l'Euro contre un autre deuxième, la Bosnie-Herzégovine. La confrontation se déroule en match aller-retour les 11 et 15 novembre et le Portugal se qualifie sur un score cumulé de 6-2.

## Matchs disputés
| No | Date             | Ville, stade                       | Adversaire         | Score | Comp. | Buteur(s) pour le Portugal                                | Buteur(s) pour l'adversaire                 | Réf    |
| -- | ---------------- | ---------------------------------- | ------------------ | ----- | ----- | --------------------------------------------------------- | ------------------------------------------- | ------ |
| 1  | 9 février 2011   | Genève, Stade de Genève            | Argentine          | 2-1   | A     | Ronaldo 21e                                               |                                             | [ 3 ]  |
| 2  | 26 mars 2011     | Leiria, Stade Dr. Magalhães Pessoa | Chili              | 1-1   | A     | Varela 16e                                                |                                             | [ 4 ]  |
| 3  | 29 mars 2011     | Aveiro, Stade municipal            | Finlande           | 2-0   | A     | Micael 10e 71e                                            | -                                           | [ 5 ]  |
| 4  | 4 juin 2011      | Lisbonne, Stade de la Lumière      | Norvège            | 1-0   | QCE   | Postiga 53e                                               | -                                           | [ 6 ]  |
| 5  | 10 août 2011     | Faro, Stade Algarve                | Luxembourg         | 5-0   | A     | Postiga 26e, Ronaldo 44e, Coentrão 47e, · Almeida 59e 73e | -                                           | [ 7 ]  |
| 6  | 2 septembre 2011 | Strovolos, Stade GSP               | Chypre             | 0-4   | QCE   | Ronaldo 35e (pen.) 82e, Almeida 84e, · Danny 90+2e        | -                                           | [ 8 ]  |
| 7  | 7 octobre 2011   | Porto, Stade du Dragon             | Islande            | 5-3   | QCE   | Nani 13e 21e, Postiga 44e, Moutinho 81e, · Eliseu 87e     | Jónasson 48e 68e, · Sigurðsson 90+4e (pen.) | [ 9 ]  |
| 8  | 11 octobre 2011  | Copenhague, Le Parc                | Danemark           | 2-1   | QCE   | Ronaldo 90+2e                                             | Krohn-Dehli 13e, Bendtner 63e               | [ 10 ] |
| 9  | 11 novembre 2011 | Zenica, Stade Bilino Polje         | Bosnie-Herzégovine | 0-0   | QCE B | -                                                         | -                                           | [ 11 ] |
| 10 | 15 novembre 2011 | Lisbonne, Stade de la Lumière      | Bosnie-Herzégovine | 6-2   | QCE B | Ronaldo 8e 53e, Nani 24e, · Postiga 72e 82e, Veloso 80e   | Misimović 41e (pen.), Spahić 65e            | [ 12 ] |

## Évolution des classements

### Poule qualificative à l'Euro 2012
Les Portugais sont deuxièmes au terme de la phase aller lorsque l'ensemble des pays ont joué 4 matchs. Ils prennent la première place la journée suivante et la conserve jusqu'à l'avant-dernière journée. La dernière rencontre Danemark-Portugal s'avère négative puisque la défaite qu'ils concèdent face à leur adversaire direct les fait chuter d'une place et ils doivent ainsi passer par les barrages de qualification alors que la première place occupée avant-match les qualifiaient directement pour l'Euro 2012.

### Coefficient FIFA
L'année 2011 n'apporte pas de changements radicaux au Portugal qui débute l'année civile à la 8e place puis la termine à la 7e place. Les Portugais occupent la seconde moitié du top 10 mondial tout au long de l'année sauf durant le mois de septembre où ils intègrent la première moitié grâce à une 5e place.
| 2011 | janv. | fév. | mars | avril | mai | juin | juil. | août | sept. | oct. | nov. | déc. |
| ---- | ----- | ---- | ---- | ----- | --- | ---- | ----- | ---- | ----- | ---- | ---- | ---- |
| Rang | 8     | 8    | 9    | 8     | 8   | 7    | 7     | 8    | 5     | 8    | 7    | 7    |